# Championnat de Colombie de football 1958
Navigation
Saison précédente Saison suivante
La saison 1958 du Championnat de Colombie de football est la onzième édition du championnat de première division professionnelle en Colombie. Les dix meilleures équipes du pays sont regroupées au sein d'une poule unique, où elles s'affrontent quatre fois, deux fois à domicile et deux fois à l'extérieur. À l'issue de la compétition, il n'y a pas ni promotion, ni relégation.
C'est l'Independiente Santa Fe qui remporte la compétition, après avoir terminé en tête du classement final, avec un seul point d'avance sur le CD Los Millonarios et quatre sur l'Atlético Bucaramanga. C'est le deuxième titre de champion de l'histoire du club après celui remporté de la première édition du championnat, en 1948.
Plusieurs clubs déclarent forfait pour cette saison. Le champion 1957, l'Independiente Medellin est absent pour raisons économiques, tout comme le Boca Juniors de Cali et l'Unión Magdalena. Un club revient en revanche en championnat, il s'agit de l'Atlético Manizales.

## Les clubs participants
| - Independiente Santa Fe - CD Los Millonarios - Deportes Tolima - Atlético Bucaramanga - Atlético Manizales | - Atlético Nacional - Deportivo Pereira - América de Cali - Cucuta Deportivo - Deportes Quindio |

## Compétition
Le barème utilisé pour établir le classement est le suivant :
- Victoire : 2 points
- Match nul : 1 point
- Défaite : 0 point

### Classement
| Rang | Équipe                 | Pts | J  | G  | N  | P  | Bp | Bc | Diff |
| ---- | ---------------------- | --- | -- | -- | -- | -- | -- | -- | ---- |
| 1    | Independiente Santa Fe | 48  | 36 | 17 | 14 | 5  | 78 | 51 | +27  |
| 2    | CD Los Millonarios     | 47  | 36 | 20 | 7  | 9  | 68 | 42 | +26  |
| 3    | Atlético Bucaramanga   | 44  | 36 | 18 | 8  | 10 | 68 | 54 | +14  |
| 4    | Deportivo Pereira      | 42  | 36 | 18 | 6  | 12 | 60 | 54 | +6   |
| 5    | Atlético Nacional      | 39  | 36 | 14 | 11 | 11 | 66 | 56 | +10  |
| 6    | Deportes Tolima        | 38  | 36 | 12 | 14 | 10 | 65 | 61 | +4   |
| 7    | Cúcuta Deportivo       | 33  | 36 | 11 | 11 | 14 | 62 | 66 | -4   |
| 8    | Deportes Quindío       | 31  | 36 | 10 | 11 | 15 | 68 | 64 | +4   |
| 9    | Atlético Manizales     | 26  | 36 | 10 | 6  | 20 | 65 | 98 | -33  |
| 10   | América de Cali        | 12  | 36 | 4  | 4  | 28 | 44 | 98 | -54  |

|  | Champion de Colombie 1958 |
|  | T: Tenant du titre        |

## Bilan de la saison
| Championnat de Colombie de football 1958 |                                   |
| Champion                                 | Independiente Santa Fe (2e titre) |
| Promotions et relégations                |                                   |
| Promus en Primera A                      | Aucun                             |
| Relégués en Primera B                    | Aucun                             |